# پانتفداگ
پانتفداگ (به انگلیسی: Pontfadog) یک منطقهٔ مسکونی در بریتانیا است که در شهرستان مستقل ورکسام واقع شده‌است.